# ۱۶۵۵ (میلادی)
۱۶۵۵ (میلادی) هزار و ششصد و پنجاه و پنجمین سال تقویم میلادی است.

## زادگان
- ۷ فوریه – ژان فرانسوا رنیار، شاعر فرانسوی (د. ۱۷۰۹)
- ۷ ژوئیه – کریستف دیتزن‌هوفر، معمار آلمانی (د. ۱۷۲۲)

## درگذشتگان
- ۵ ژانویه – اینوسنت دهم، کشیش و دیپلمات ایتالیایی (ز. ۱۵۷۴)
- ۷ سپتامبر – تریستان لرمیت، شاعر فرانسوی (ز. ۱۶۰۱)
- ۱۲ ژانویه – پیر دو فرما، ریاضی‌دان و قاضی فرانسوی (ز. ۱۶۰۱)
- ۲۴ اکتبر – پیر گاسندی، ستاره‌شناس، ریاضی‌دان، و فیلسوف فرانسوی (ز. ۱۵۹۲)